# Номерні знаки Європи
Номерні знаки автомобілів у Європі представляють металеві або пластикові пластини, прикріплені до транспортного засобу або причепа для їх ідентифікації та приналежності. Реєстраційний ідентифікаційний номер — це цифровий або буквено-цифровий код, який є унікальним та ідентифікує транспортний засіб у базі даних органу, що видав документ. У Європі більшість країн прийняли загальний формат для номерних знаків, таких як загальний формат ЄС, виданий у країнах-членах ЄС. Цей формат відповідає вимогам Віденської конвенції про дорожній рух, який зазначає, що транскордонні транспортні засоби повинні відображати відповідний код для країни реєстрації на задній частині транспортного засобу. Цей знак може бути овальною наклейкою, розміщеною окремо від реєстраційної таблички, або може бути вбудований в номерний знак транспортного засобу. Коли розпізнавальний знак включений до номерного знака, він також повинен з'являтися на передній табличці транспортного засобу і може бути доповнений прапором або емблемою держави чи регіональної організації економічної інтеграції, до якої країна належить.

## Список

### Країни ЄС
Загальний формат ЄС із синьою секцією в крайньому лівому куті з колом зірок ЄС і кодом країни був запроваджений Регламентом Ради № 2411/98 від 3 листопада 1998 року та набув чинності 11 листопада 1998 року. Усі держави-члени ЄС використовують схожу систему та структуру з деякими особливостями.
| Країна     | Код | Ідентифікація | Зразок | Для мотоциклів |
| ---------- | --- | ------------- | ------ | -------------- |
| Австрія    | A   |               |        |                |
| Бельгія    | B   |               |        |                |
| Болгарія   | BG  |               |        |                |
| Хорватія   | HR  |               |        |                |
| Кіпр       | CY  |               |        |                |
| Чехія      | CZ  |               |        |                |
| Данія      | DK  |               |        |                |
| Естонія    | EST |               |        |                |
| Фінляндія  | FIN |               |        |                |
| Франція    | F   |               |        |                |
| Німеччина  | D   |               |        |                |
| Греція     | GR  |               |        |                |
| Угорщина   | H   |               |        |                |
| Ірландія   | IRL |               |        |                |
| Італія     | I   |               |        |                |
| Латвія     | LV  |               |        |                |
| Литва      | LT  |               |        |                |
| Люксембург | L   |               |        |                |
| Мальта     | M   |               |        |                |
| Нідерланди | NL  |               |        |                |
| Польща     | PL  |               |        |                |
| Португалія | P   |               |        |                |
| Румунія    | RO  |               |        |                |
| Словаччина | SK  |               |        |                |
| Словенія   | SLO |               |        |                |
| Іспанія    | E   |               |        |                |
| Швеція     | S   |               |        |                |

### Інші європейські країни
Багато інших європейських країн також використовують номерні знаки європейського зразка, головним чином тому, що багато з них також перебувають у процесі вступу до Європейського Союзу.
| Країна               | Код | Ідентифікація | Зразок | Для мотоциклів |
| -------------------- | --- | ------------- | ------ | -------------- |
| Албанія              | AL  |               |        |                |
| Андорра              | AND |               |        |                |
| Білорусь             | BY  |               |        |                |
| Боснія і Герцеговина | BIH |               |        |                |
| Ісландія             | IS  |               |        |                |
| Ліхтенштейн          | FL  |               |        |                |
| Молдова              | MD  |               |        |                |
| Монако               | MC  |               |        |                |
| Чорногорія           | MNE |               |        |                |
| Північна Македонія   | NMK |               |        |                |
| Норвегія             | N   |               |        |                |
| Сан-Марино           | RSM |               |        |                |
| Сербія               | SRB |               |        |                |
| Швейцарія            | CH  |               |        |                |
| Україна              | UA  |               |        |                |
| Велика Британія      | UK  |               |        |                |
| Ватикан              | V   |               |        |                |

### Трансконтинентальні країни
| Країна      | Код | Ідентифікація | Зразок | Для мотоциклів |
| ----------- | --- | ------------- | ------ | -------------- |
| Вірменія    | AM  |               |        |                |
| Азербайджан | AZ  |               |        |                |
| Грузія      | GE  |               |        |                |
| Казахстан   | KZ  |               |        |                |
| Росія       | RUS |               |        |                |
| Туреччина   | TR  |               |        |                |

### Залежні, частково визнані та окуповані території
| Територія          | Код | Ідентифікація | Зразок | Для мотоциклів |
| ------------------ | --- | ------------- | ------ | -------------- |
| Республіка Абхазія | ABH |               |        |                |
| Аландські острови  | AX  |               |        |                |
| Фарерські острови  | FO  |               |        |                |
| Гібралтар          | GBZ |               |        |                |
| Гернсі             | GBG |               |        |                |
| Острів Мен         | GBM |               |        |                |
| Джерсі             | GBJ |               |        |                |
| Косово             | RKS |               |        |                |
| Північний Кіпр     | CY  |               |        |                |
| Південна Осетія    | RSO |               |        |                |
| ПМР                | PMR |               |        |                |